# Los Barrios
Los Barrios és una localitat de la província de Cadis, Andalusia, Espanya.
La seva ubicació estratègica al costat de l'Estret de Gibraltar fa que estigués poblada des de la prehistòria. Els àrabs també la van tenir ocupada sent lloc de freqüents lluites frontereres. Durant els primers anys del cristianisme va pertànyer a la casa de Medina Sidonia i posteriorment (1502) va passar a ser propietat de la Corona, avui dia el seu terme municipal és un dels més extensos d'Espanya. En aquesta època es colonitzà la zona i es compaginaren activitats d'agricultura i pesca amb la construcció naval. En qualsevol cas no va ser fins que els britànics van ocupar Gibraltar, el 1704, quan va adquirir entitat pròpia, ja que alguns refugiats del Penyal s'hi van instal·lar. La seva màxima esplendor va coincidir amb el regnat de Carles III d'Espanya.